# Сан Гризанте (Верчели)
Сан Гризанте је насеље у Италији у округу Верчели, региону Пијемонт.
Према процени из 2011. у насељу је живело 251 становника. Насеље се налази на надморској висини од 159 м.